# Деусдедит (кардинал)
Деусдедит (Deusdedit, также известный как Deodato, Adédat, Adeodatus, Dieudonné; около 1043—2 марта 1098 или 1099) — католический церковный деятель XI века, специалист по церковному праву. 1 ноября 1078 года он упоминается в документе в поддержку Беренгара Турского. Был папским легатом в Испании во время понтификата Григория VII. Поддерживал и защищал Dictatus рарае.
Известен как составитель большой (в четырех томах) подборки церковных канонов — Collectio canonum, которую закончил в 1087 году.